# قائمة اللاعبين الأجانب في الدوري الكندي الممتاز
|  |

هذه قائمة باللاعبين الأجانب الذين لعبوا في الدوري الكندي الممتاز. اللاعبون التاليون:
1. لعب مباراة عادية في الموسم على الأقل. لا يتم تضمين اللاعبين الذين تم توقيعهم بواسطة أندية الدوري الكندي الممتاز، لكنهم لعبوا فقط في ألعاب البلاي اوف أو ألعاب الكندية أو لم يشاركوا في أي ألعاب تنافسية على الإطلاق. تعتبر أجنبية، أي خارج كندا تحددها الآتي:
2. يعتبر اللاعب أجنبياً إذا لم يكن مؤهلاً للعب مع المنتخب الوطني الكندي.

أكثر تحديدا
إذا تم تخطي اللاعب على المستوى الدولي، فسيتم استخدام الفريق الوطني ؛ إذا تم تغطيته من قبل أكثر من دولة، يتم استخدام أعلى مستوى (أو الأحدث) فريق. وتشمل هذه اللاعبين الكنديين الذين يحملون جنسية مزدوجة.
- إذا لم يتم وضع حد للاعب على المستوى الدولي، فسيتم استخدام مسقط رأسه، باستثناء من وُلدوا في الخارج من أبوين كنديين، أو انتقلوا إلى كندا في سن مبكرة، وأولئك الذين أشاروا بوضوح إلى أنهم حوّلوا جنسيته إلى دولة أخرى. .
- بالخط العريض: اللاعبون الذين لعبوا لعبة الدوري الكندي الممتاز واحدة على الأقل في الموسم الحالي (موسم الدوري الإنجليزي الممتاز 2019) ، وما زالوا في الأندية التي لعبوا من أجلها. هذا لا يشمل اللاعبين الحاليين لنادي الدوري الكندي الممتاز الذين لم يلعبوا لعبة الدوري الكندي الممتاز في الموسم الحالي.

## الأجانب الحاليين
هذه قائمة باللاعبين الذين يشغلون حاليًا أحد المواقع السبعة المخصصة للاعبين الأجانب. قد توقع فرق الدوري الكندي الممتاز سبعة لاعبين دوليين كحد أقصى، من بينهم خمسة فقط يمكنهم المشاركة في التشكيلة الأساسية لكل مباراة. يعتبر اللاعبون التاليون لاعبين أجانب لموسم 2019. اللاعبون بالخط العريض قد تم توجهم دوليا على المستوى الأعلى من قبل أمتهم. لا تشمل هذه القائمة المواطنين الكنديين الذين يمثلون بلدانًا أخرى على المستوى الدولي. يمثل اللاعبون المكتئون بخط عريض في هذا القسم بلدهم الأصلي على مستوى دولي كبير.
| نادي كافالري    | نادي إدمونتون | نادي فورجي       | نادي هاليفاكس واندرورز | نادي باسفيك       | نادي فالور        | نادي يورك ناين  |
| --------------- | ------------- | ---------------- | ---------------------- | ----------------- | ----------------- | --------------- |
| أوليفر مينتال   | سون يونغ شان  | برنارد أواندي    | جون مايكل ويليامز      | هندريك ستاروزتيكس | ماثيياس جانسينس   | سايمون أدجيل    |
| جوردن براون     | كارم موساس    | ألكسندر أشينيوتي | إيلتون جون             | ألكسندر غونزاليس  | جوسيب غوليبار     | واتارو موروفوشي |
| جوليان بوشار    | رامون سوريا   | أليمان سيسيه     | أندريه رامبرساد        |                   | مارتين أرغينارينا | رودريغو غطاس    |
| ناثان مافيلا    | عمر ديوك      | دانييل كروتزن    | أكيم غارسيا            |                   | آدم ميتر          |                 |
| دومينيك مالونغا | مارسلين       |                  | كوداي ليدا             |                   | خوسيه غالان       |                 |
| خوسي اسكالانتي  | جينوت إيسوزا  |                  | لويس بيريا             |                   | ميتشيلي باولوكي   |                 |
|                 |               |                  | دييغو غوتيريز          |                   |                   |                 |

## أفريقيا
| الدولة          | اللاعب          | النادي        | فترة اللعب |
| --------------- | --------------- | ------------- | ---------- |
| الكاميرون       | برنارد أواندي   | نادي فورجي    | 2019–      |
| الكاميرون       | جينوت إيسوزا    | نادي إدمونتون | 2019–      |
| جمهورية الكونغو | دومينيك مالونغا | نادي كافالري  | 2019–      |
| السنغال         | أليمان سيسيه    | نادي فورجي    | 2019–      |

## آسيا
| الدولة         | اللاعب          | النادي                 | سنة البداية |
| -------------- | --------------- | ---------------------- | ----------- |
| اليابان        | كوداي ليدا      | نادي هاليفاكس واندرورز | 2019–       |
| اليابان        | واتارو موروفوشي | نادي يورك ناين         | 2019–       |
| كوريا الجنوبية | سون يونغ شان    | نادي إدمونتون          | 2019–       |

## أوروبا
| الدولة  | اللاعب            | النادي         | سنة البداية |
| ------- | ----------------- | -------------- | ----------- |
| إنجلترا | جوردن براون       | نادي كافالري   | 2019–       |
| إنجلترا | ستيفن هويل        | نادي فالور     | 2019–       |
| إنجلترا | ناثان مافيلا      | نادي كافالري   | 2019–       |
| إنجلترا | آدم ميتر          | نادي فالور     | 2019–       |
| بلجيكا  | عمر ديوك          | نادي إدمونتون  | 2019–       |
| بلجيكا  | ماثيياس جانسينس   | نادي فالور     | 2019–       |
| بلجيكا  | دانييل كروتزن     | نادي فورجي     | 2019–       |
| ألمانيا | جوليان بوشار      | نادي كافالري   | 2019–       |
| ألمانيا | هندريك ستاروزتيكس | نادي باسفيك    | 2019–       |
| إسبانيا | خوسيه غالان       | نادي فالور     | 2019–       |
| إسبانيا | رامون سوريا       | نادي إدمونتون  | 2019–       |
| السويد  | ألكسندر أشينيوتي  | نادي فورجي     | 2019–       |
| السويد  | سايمون أدجيل      | نادي يورك ناين | 2019–       |
| إيطاليا | ميتشيلي باولوكي   | نادي فالور     | 2019–       |
| كرواتيا | جوسيب غوليبار     | نادي فالور     | 2019–       |

## أمريكا الشمالية والوسطى والكاريبي

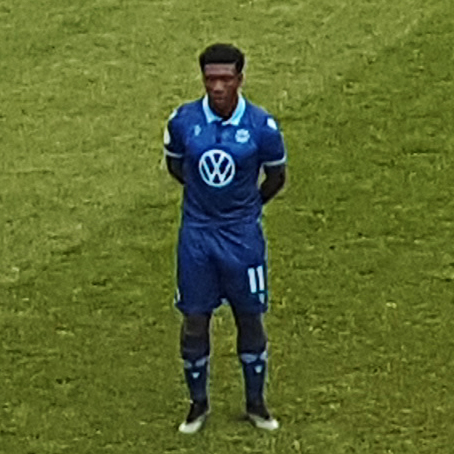
أكيم غارسيا

| الدولة           | اللاعب            | النادي                 | سنة البداية |
| ---------------- | ----------------- | ---------------------- | ----------- |
| ترينيداد وتوباغو | أكيم غارسيا       | نادي هاليفاكس واندرورز | 2019–       |
| ترينيداد وتوباغو | إيلتون جون        | نادي هاليفاكس واندرورز | 2019–       |
| ترينيداد وتوباغو | جون مايكل ويليامز | نادي هاليفاكس واندرورز | 2019–       |
| ترينيداد وتوباغو | كارم موساس        | نادي إدمونتون          | 2019–       |
| ترينيداد وتوباغو | أندريه رامبرساد   | نادي هاليفاكس واندرورز | 2019–       |
| هندوراس          | خوسي اسكالانتي    | نادي كافالري           | 2019–       |
| بنما             | ألكسندر غونزاليس  | نادي باسفيك            | 2019–       |
| هايتي            | جيمس مارسلين      | نادي إدمونتون          | 2019–       |

## أمريكا الجنوبية

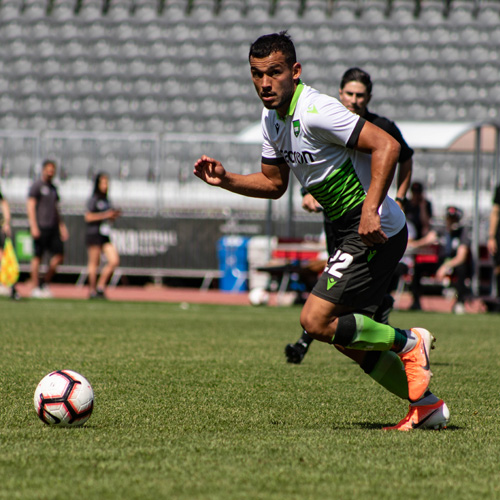
رودريغو غطاس

| الدولة     | اللاعب             | النادي                 | سنة البداية |
| ---------- | ------------------ | ---------------------- | ----------- |
| تشيلي      | رودريغو غطاس       | نادي يورك ناين         | 2019–       |
| البرازيل   | أوليفر مينتال      | نادي كافالري           | 2019–       |
| كولومبيا   | لويس بيريا         | نادي هاليفاكس واندرورز | 2019–       |
| بيرو       | خوان دييغو غوتيريز | نادي هاليفاكس واندرورز | 2019–       |
| الأوروغواي | مارتين أرغينارينا  | نادي فالور             | 2019–       |